# Гринвуд (Арканзас)
Гринвуд (англ. Greenwood) — город, расположенный в округе Себасчан (штат Арканзас, США) с населением в 7112 человек по статистическим данным переписи 2000 года.

## География
По данным Бюро переписи населения США город Гринвуд имеет общую площадь в 24,09 квадратных километров, из которых 23,83 кв. километров занимает земля и 0,26 кв. километров — вода. Площадь водных ресурсов округа составляет 1,08 % от всей его площади.
Город Гринвуд расположен на высоте 160 метров над уровнем моря.

## Демография
По данным переписи населения 2000 года в Гринвуде проживало 7112 человек, 2008 семей, насчитывалось 2508 домашних хозяйств и 2654 жилых дома. Средняя плотность населения составляла около 295,1 человек на один квадратный километр. Расовый состав Гринвуда по данным переписи распределился следующим образом: 96,13 % белых, 0,24 % — чёрных или афроамериканцев, 1,53 % — коренных американцев, 0,44 % — азиатов, 1,48 % — представителей смешанных рас, 0,18 % — других народностей. Испаноговорящие составили 1,55 % от всех жителей города.
Из 2508 домашних хозяйств в 49 % — воспитывали детей в возрасте до 18 лет, 65,7 % представляли собой совместно проживающие супружеские пары, в 11,5 % семей женщины проживали без мужей, 19,9 % не имели семей. 17,8 % от общего числа семей на момент переписи жили самостоятельно, при этом 6,6 % составили одинокие пожилые люди в возрасте 65 лет и старше. Средний размер домашнего хозяйства составил 2,77 человек, а средний размер семьи — 3,14 человек.
Население города по возрастному диапазону по данным переписи 2000 года распределилось следующим образом: 31,7 % — жители младше 18 лет, 8,3 % — между 18 и 24 годами, 33,4 % — от 25 до 44 лет, 16,6 % — от 45 до 64 лет и 10 % — в возрасте 65 лет и старше. Средний возраст жителей составил 31 год. На каждые 100 женщин в Гринвуде приходилось 95 мужчин, при этом на каждые сто женщин 18 лет и старше приходилось 88 мужчин также старше 18 лет.
Средний доход на одно домашнее хозяйство в городе составил 37 230 долларов США, а средний доход на одну семью — 41 278 долларов. При этом мужчины имели средний доход в 31 649 долларов США в год против 21 564 доллара среднегодового дохода у женщин. Доход на душу населения в городе составил 16 254 доллара в год. 5,1 % от всего числа семей в округе и 6,7 % от всей численности населения находилось на момент переписи населения за чертой бедности, при этом 8,3 % из них были моложе 18 лет и 5,6 % — в возрасте 65 лет и старше.

## Известные жители
- Боб Бернс — комедиант
- Док Садлер — баскетбольный тренер
- Уильям Мид Фишбек — 17-й губернатор Арканзаса